# Brachymenium turgiditheca
Brachymenium turgiditheca là một loài rêu trong họ Bryaceae. Loài này được Dixon mô tả khoa học đầu tiên năm 1938.